# Sōbi Yamamoto
Sōbi Yamamoto (山本 蒼美 Yamamoto Sōbi?,  Prefectura de Hiroshima, Japón, 1990) es una directora de anime, escritora y mangaka japonesa. Es conocida por ser la creadora de Kono Danshi, una serie de OVAs de género yaoi.

## Biografía
Yamamoto nació en el año 1990 en la prefectura de Hiroshima, Japón. Se interesó en el área de la animación tras ser influenciada por las películas de Makoto Shinkai, principalmente tras ver Hoshi no Koe cuando aún era estudiante de secundaria. Después de graduarse de la secundaria ingresó a una escuela de arte y posteriormente comenzó a trabajar como escritora de animación independiente. Debutó en 2009 con el OVA Sekaikei Sekai Ron, gracias al cual ganó el Computer Graphics Animation Contest 21 de ese año.
En 2011, Yamamoto creó, escribió y dirigió el OVA Kono Danshi, Uchū-jin to Tatakaemasu, el primero de la serie de Kono Danshi. Más OVAs de la franquicia (cada uno con diferente historia) fueron lanzados en 2012, 2014 y 2016, respectivamente. Además de la animación, Yamamoto también ha estado involucrada en series de manga e ilustraciones; su estilo de dibujo se caracteriza por sus colores vibrantes y diversas texturas y diseños, así como también por las expresiones de sus personajes.
En 2013, Yamamoto dirigió su primera serie de anime, Meganebu!.

## Filmografía

### Obras independientes
- Sekaikei Sekai Ron (2009)
- Ra/Radio Noise*Planet (2010)
- +Happiness+ (2010)
- Robotica*Robotics (2010)

### Anime
- Meganebu! (2013, directora)
- Kono Danshi, Mahō ga Oshigoto Desu (2016, directora)
- Super Lovers (2016, arte)

### OVAs
- Kono Danshi, Uchū-jin to Tatakaemasu (2011)
- Kono Danshi, Ningyō Hiroimashita (2012)
- Kono Danshi, Sekika ni Nayandemasu (2014)